# قیمیل‌قازما
قیمیل‌قازما (به ترکی آذربایجانی: Qımılqazma) یک منطقه مسکونی در جمهوری آذربایجان است که در شهرستان قوبا واقع شده است. قیمیل‌قازما ۸۸۹ نفر جمعیت دارد.